# Nati nel 1040
| Questa pagina contiene informazioni ricavate automaticamente dalle voci biografiche con l'ausilio del template Bio e di un bot. L'aggiornamento è periodico e automatico e ricostruisce completamente la pagina. Se manca una persona in questa lista, sei pregato di non aggiungerla, ma accertati piuttosto che la sua voce biografica contenga il template Bio e che i dati anagrafici siano correttamente compilati. Se il template Bio manca, inseriscilo tu stesso o, in alternativa, metti l'avviso {{tmp\|Bio}} che ne segnala la mancanza. Se i dati riportati sono sbagliati, correggi direttamente la voce biografica; le modifiche saranno visibili in questa lista entro pochi giorni. Per chiarimenti vedi il progetto biografie. La lista contiene solo le 16 persone che sono citate nell'enciclopedia e per le quali è stato implementato correttamente il template Bio. Pagina aggiornata al 2 mag 2025. |

- 22 febbraio - Rashi, rabbino e mistico francese († 1105)
- Giovanni Afflacio, medico italiano
- Arnolfo di Soissons, vescovo cattolico e monaco cristiano francese († 1087)
- Elimar I di Oldenburg, conte tedesco († 1112)
- Géza I d'Ungheria, re ungherese († 1077)
- Goffredo III d'Angiò, conte
- Guido II di Mâcon, conte († 1109)
- Ibn 'Aqil, teologo e giurista arabo († 1119)
- Ida di Boulogne, religiosa francese († 1113)
- Ivo di Chartres, vescovo cattolico e santo francese († 1115)
- Ladislao I d'Ungheria, re ungherese († 1095)
- Ladislao Ermanno di Polonia, duca († 1102)
- Oda di Stade, nobildonna germanica († 1087)
- Ottone Frangipane, religioso italiano († 1127)
- Rhys ap Tewdwr, principe gallese († 1093)
- Wulfnoth Godwinson, nobile anglosassone († 1094)